# Smermesnil
Smermesnil település Franciaországban, Seine-Maritime megyében. Lakosainak száma 364 fő (2022. január 1.). Smermesnil Bailleul-Neuville, Callengeville, Clais, Preuseville, Puisenval és Saint-Pierre-des-Jonquières községekkel határos.

## Népesség
A település népessége az elmúlt években az alábbi módon változott:
| Lakosok száma | 421  | 404  | 414  | 407  | 399  | 383  | 368  | 365  | 364  |
|               | 2013 | 2015 | 2016 | 2017 | 2018 | 2019 | 2020 | 2021 | 2022 |